# Государственные учреждения научного, культурного и профессионального характера (Франция)
Государственные учреждения научного, культурного и профессионального характера (фр. Les établissements publics à caractère scientifique, culturel et professionnel, EPSCP) — категория французских вузов согласно Кодексу образования, разновидность государственных высших учебных заведений Франции.

## Состав
Вузы, входящие в эту категорию, подразделяются на:
- Университеты (фр. Les universités)
- Институты и школы вне университетов (фр. Les instituts et les écoles ne faisant pas partie des universités)
- Высшие нормальные школы (фр. Les écoles normales supérieures)
- Большие учреждения (фр. Les grands établissements)
- Французские школы за границей (фр. Les écoles françaises à l'étranger)